# Baron Alvanley
Baronowie Alvanley 1. kreacji (parostwo Zjednoczonego Królestwa)
- 1801–1804: Richard Pepper Arden, 1. baron Alvanley(inne języki)[1]
- 1804–1849: William Arden, 2. baron Alvanley(inne języki)[2]
- 1849–1857: Richard Pepper Arden, 3. baron Alvanley(inne języki) (wygaśnięcie tytułu)[3]